# Partido Socialdemócrata de Croacia
El Partido Socialdemócrata (en croata: Socijaldemokratska partija Hrvatske) es un partido político socialdemócrata de Croacia. El SDP es definido como antifascista, progresista y fuertemente europeísta. El SDP se formó en 1990 como sucesor de la Liga de los Comunistas de Croacia, la rama croata de la Liga de los Comunistas de Yugoslavia, que había gobernado Croacia dentro de la República Federativa Socialista de Yugoslavia desde la Segunda Guerra Mundial.

## Organización
El presidente que estuvo a la cabeza del partido por más tiempo fue Ivica Račan. El actual presidente es Peđa Grbin.
Los principales puestos del partido son:
- Presidente, presidente de los diputados, vicepresidente, y secretario
- Comité político
- Comité ejecutivo
- Comité de supervisión

Además de estos, el partido está compuesto por comités locales. También existen ramas específicas:
- Foro de la Juventud
- Foro de la Mujer
- Foro de las Personas Mayores

## Historia
El partido evolucionó de la Liga de los Comunistas de Croacia (LCC). Su delegación abandonó el congreso XIV de los Partidos Comunistas de Yugoslavia, junto a la de Eslovenia, debido a la imposibilidad de cooperar con el Partido Comunista de Serbia, liderado por Slobodan Milošević. Unos meses después, Yugoslavia dejó de ser un estado socialista, y la LCC agregó a su nombre Partido de los Cambios Democráticos (PCD), quedando el nombre oficial del partido como LCC-PCD. En 1990, participó en las elecciones democráticas. El LCC-PCD perdió esas elecciones pero siguió en el parlamento como oposición.
El 30 de abril de 1994, el partido se fusionó con los Socialdemócratas de Croacia, y nació el Partido Socialdemócrata.

### 2000-2003: Gobierno y vuelta a la oposición
El partido formó una coalición electoral con el Partido Social Liberal de Croacia, y ganó las elecciones parlamentarias de enero del 2000. Račan se convirtió en el primer ministro de Croacia.
En las elecciones de noviembre de 2003, el partido perdió el poder, al obtener 34 de los 151 escaños en el parlamento.
En 2007, el histórico líder del partido, Ivica Račan, falleció, y fue sucedido por Zoran Milanović.

## Elecciones parlamentarias
|  | 5.52 % |

|  | 8.93 % |

|  | 26.66 % |

|  | 22.61 % |

|  | 31.69 % |

|  | 40.02 % |

|  | 32.31 % |

|  | 33.82 % |

|  | 24.87 % |

|  | 25.40 % |

a Dentro de la Coalición Kukuriku.
b Dentro de la coalición Croacia está creciendo.
c Dentro de la Coalición Popular.
d Dentro de la Coalición Reiniciar.
e Dentro de la coalición Ríos de Justicia.